# Миколаїв (футбольний клуб)
Ця стаття про футбольний клуб, що грає в чемпіонаті Львівської області. Про футбольний клуб першої ліги чемпіонату України див. Миколаїв (муніципальний футбольний клуб).
ФК «Микола́їв» — аматорський футбольний клуб з міста Миколаєва Миколаївського району Львівської області. Виступає у чемпіонаті Львівської області.
У 1997—2002 роках під назвою «Цементник-Хорда» команда виступала у другій лізі чемпіонату України.
Наприкінці 2015 року після завершення п'ятирічного терміну перебування на посаді президент клубу Андрій Гнатів склав свої повноваження, залишившись членом правління. На звітно-виборчих зборах новим керівником клубу одностайно обрано депутата Миколаївської міської ради та підприємця Миколу Оприска.

## Попередні назви
- 1952—19??: «Червоний прапор»
- 19??—19??: «Цементник»
- 1997—2002: «Цементник-Хорда»
- 2002—2004: «Цементник»
- 2004—2005: «Цементник-Лафарж»
- 2006— : ФК «Миколаїв»

## Досягнення
- Чемпіонат України(«Друга ліга»)
  - Бронзовий призер — 1998/99.

- Чемпіонат Львівської області
  - Чемпіон — 1983, 1986, 1992, 2017, 2024.
  - Срібний призер — 1979, 2013, 2019, 2020, 2021, 2023.
  - Бронзовий призер — 1981, 1985, 2014, 2018

- Меморіал Ернеста Юста
  - Фіналіст- 2000, 2013.

- Кубок мільйонів
  - Срібний призер: 1970

## Відомі гравці
- Ярослав Прокіпчук
- Андрій Сагайдак